# Pressing Euro 2020
Pressing Euro 2020 è stato un programma televisivo italiano di approfondimento calcistico trasmesso sulle reti Mediaset a commento dei post-partita delle gare di qualificazione al campionato europeo di calcio 2020. È condotto da Giorgia Rossi e vede come opinionisti Giovanni Galli, Riccardo Ferri, Alessio Tacchinardi e Massimo Callegari.